# Harry Martinson
Harry Edmund Martinson (6. května 1904 Jämshög, Blekinge – 11. února 1978 Stockholm) byl švédský spisovatel, nositel Nobelovy ceny za literaturu za rok 1974 společně se svým krajanem Eyvindem Johnsonem.

## Život
Harry Martison byl synem námořního kapitána. Po otcově smrti matka opustila Harryho (odešla do Kalifornie) a šest dalších sourozenců a děti byly předány do státní péče. Vychodil obecnou školu. V šestnácti letech se stal námořníkem (plavčíkem a později topičem). Kariéru námořníka ukončil v roce 1927 ze zdravotních důvodů. V roce 1929 uzavřel sňatek s Moa Swartzovou, která byla o 14 let starší než on. Ve stejném roce také vydal svou první básnickou sbírku.
Z jeho dětské touhy po cestování se postupně zrodila určitá životní filozofie světového tuláctví, kterou prosazoval v knize cestopisných črt a reportáží s názvem Cesty bez cíle.

## Literární dílo

### Romány
- 1935 Kopřivy kvetou (Nässlorna blomma)
- 1936 Ven do světa (Vägen ut)
- 1941 Ztracený jaguár (Den förlorade jaguaren)
- 1948 Cesta do Klockrike (Vägen till Klockrike)Švédský spisovatel Harry Martinson

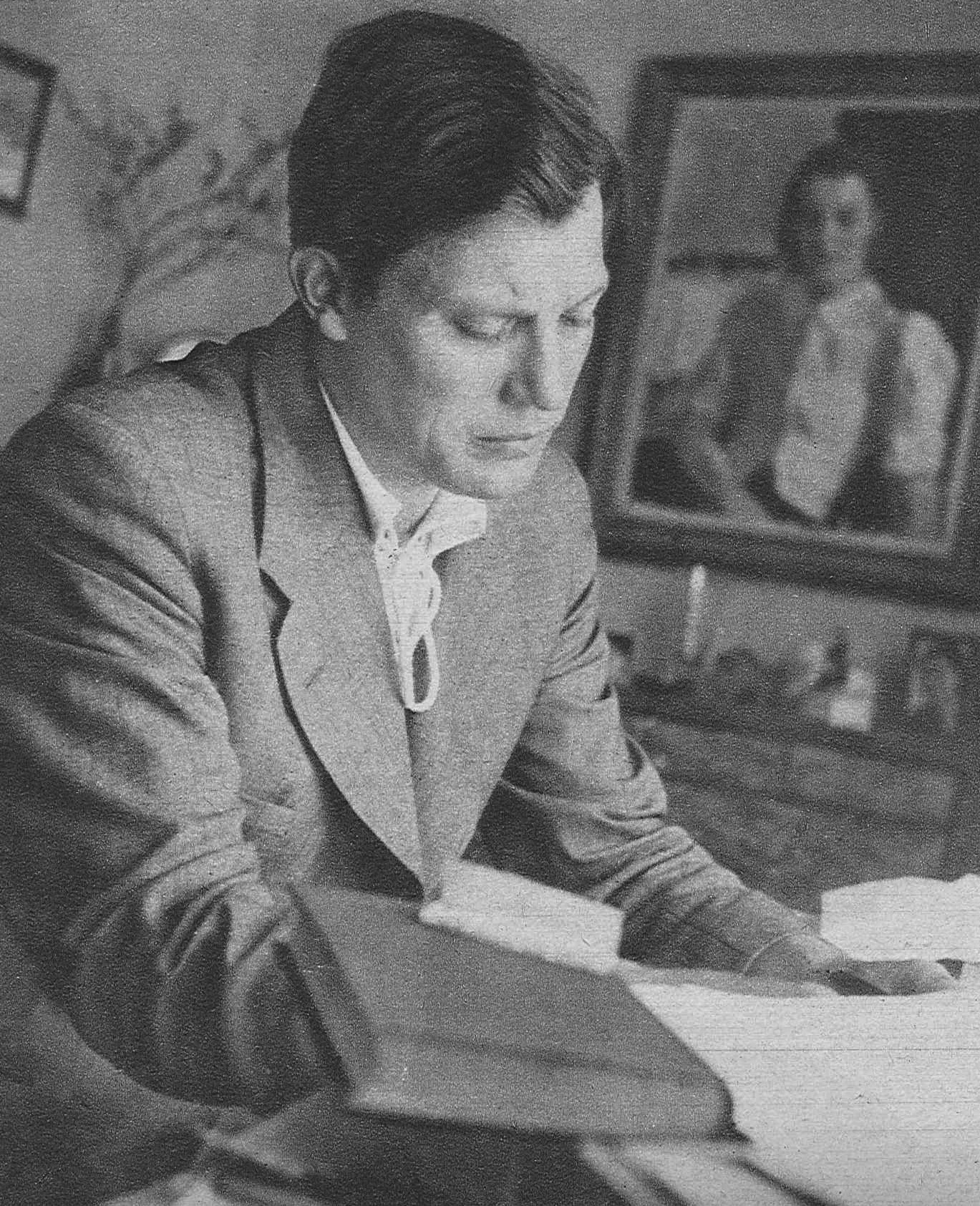
Švédský spisovatel Harry Martinson

### Eseje
- 1932 Cesty bez cíle (Resor utan mål)
- 1933 Mys Sbohem (Kap Farväl)
- 1937 Blouznivci a zbabělci (Svärmare och harkrank)
- 1938 Svatojánské údolí (Midsommardalen)
- 1939 Jednoduché a těžké (Det enkla och det svåra)
- 1940 Skutečnost k smrti (Verklighet till döds)
- 1963 Výhled z drnu (Utsikt från en grästuva)

### Básnické sbírky
- 1929 Strašidelná loď (Spökskepp)
- 1931 Nomád (Nomad)
- 1934 Příroda (Natur)
- 1945 Pasát (Passad)
- 1953 Cikáda (Cikada)
- 1956 Aniara
- 1958 Trávy v Thule (Gräsen i Thule)
- 1960 Vůz (Vagnen)
- 1971 Básně o světle a tmě (Dikter om ljus och mörker)
- 1973 Drny (Tuvor)

### Rozhlasové hry
- Gringo
- 1947 Salvation
- 1948 Lodivod z Moluk (Lotsen från Moluckas)

### Divadelní hry
- 1964 Tři nože z Wei (Tre knivar från Wei)